# Roger Schmidt
Roger Schmidt (Kierspe, 13 marzo 1967) è un allenatore di calcio ed ex calciatore tedesco, di ruolo centrocampista.

## Caratteristiche tecniche

### Allenatore
La peculiarità del gioco proposto da Roger Schmidt è l'estremizzazione di concetti come il recupero della palla, alto e asfissiante, e la predilezione per la notevole quantità di tiri, anche se questo può penalizzare la qualità del gioco. La pervicacia con cui propone il pressing fin dalla metà campo avversaria lo ha reso uno dei più autorevoli interpreti del gegenpressing. La rapidità con cui le sue squadre arrivano al tiro, partendo dal recupero palla, risponde alla regola del "sette secondi o meno" mutuata dal seven seconds or less già applicato nella pallacanestro.

## Carriera

### Allenatore
Nel luglio 2004 Schmidt, mentre lavora come ingegnere meccanico per Benteler, assume l'incarico di allenatore nel Delbrücker, squadra dilettantistica della Renania Settentrionale-Vestfalia militante nella Verbandsliga, la sesta serie nazionale, con cui egli aveva concluso la carriera da calciatore. Rimarrà in carica sino al 30 giugno 2007. Nella stagione 2004-2005 vince il campionato di sesta serie, guadagnando così la promozione. In Oberliga guida la squadra alla dodicesima posizione nella stagione 2005-2006 e alla nona posizione nella stagione 2006-2007.
Dal luglio 2007 è allenatore del Preußen Münster, club militante nella Oberliga. Nella stagione 2007-2008 vince il campionato di Oberliga. Nella stagione 2008-2009, al suo esordio in Regionalliga, porta il Preußen Münster al quarto posto. Il 21 marzo 2010 viene licenziato quando la squadra è al quinto posto in classifica.

#### Paderborn 07
Il 1º luglio 2011 accetta l'incarico dal Paderborn 07, club iscritto alla seconda divisione tedesca. A fine stagione la squadra si piazza al quinto posto, mancando la promozione nella massima serie all'ultima giornata.

#### Red Bull Salisburgo
Il 24 giugno 2012 viene nominato nuovo allenatore del Red Bull Salisburgo sostituendo Ricardo Moniz. Nella stagione 2012-2013 raggiunge il secondo posto, con il Red Bull Salisburgo che segna 91 gol in una stagione, stabilendo un record. Nella stagione 2013-2014 conduce il Red Bull Salisburgo al secondo titolo in tre anni, fissando a 18 punti il vantaggio sulla seconda classificata e portando a 110 reti in 36 partite il record di gol segnati in una stagione. In Europa League raggiunge gli ottavi di finale, dove viene eliminato dal Basilea, dopo aver pareggiato 0-0 nella gara di andata e perso per 2-1 in quella di ritorno, in una partita sospesa per 13 minuti a causa delle intemperanze del pubblico svizzero.

#### Bayer Leverkusen
Il 1º luglio 2014 gli viene assegnata la guida del Bayer Leverkusen. Nella stagione 2014-2015 raggiunge il quarto posto in Bundesliga, gli ottavi di finale in UEFA Champions League ed i quarti di finale in Coppa di Germania; nel maggio 2015 rinnova fino al 2019 il proprio contratto in scadenza.
Nella stagione 2015-2016 raggiunge il terzo posto in Bundesliga. Partecipa alla fase a gironi di UEFA Champions League, senza accedere agli ottavi di finale, ma il punteggio conseguito consente di iscriversi ai sedicesimi di Europa League, superati prima della battuta d'arresto agli ottavi di finale. In Coppa di Germania raggiunge i quarti di finale.
Nella stagione 2016-2017, all'indomani della sconfitta contro il Borussia Dortmund nel mese di marzo, viene esonerato. Lascia la squadra in decima posizione, dopo essere stato eliminato agli ottavi di finale di UEFA Champions League e ai sedicesimi di finale di Coppa di Germania.

#### Beijin Guoan
Il 10 giugno 2017 viene annunciato il suo ingaggio da parte del Beijing Guoan per due anni e mezzo. Schmidt sostituisce José Manuel González López quando la squadra è settima a 16 punti dalla prima posizione. Il 31 luglio 2019 viene esonerato.

#### PSV
L'11 marzo 2020 si accorda con il PSV, sulla cui panchina siede dalla stagione 2020-2021, nella quale arriva secondo in campionato e viene eliminato ai sedicesimi di finale di Europa League e ai quarti di Coppa dei Paesi Bassi.
Inizia la stagione 2021-2022 vincendo la Supercoppa olandese proprio contro l'Ajax con un netto 4-0, risultato cui segue l'eliminazione agli spareggi di UEFA Champions League. Terzo classificato nel proprio girone di Europa League, il PSV accede alla Conference League, dalla quale viene eliminato ai quarti. Il 30 marzo 2022 viene annunciato che Schmidt verrà sostituito da Ruud van Nistelrooij dalla stagione seguente. Il 17 aprile guida il PSV alla vittoria della Coppa dei Paesi Bassi, vincendo per 2-1 la finale contro l'Ajax. In campionato la squadra ottiene ancora il secondo posto, a due punti dall'Ajax.

#### Benfica
Il 18 maggio 2022 viene nominato allenatore del Benfica. Al termine della sua prima stagione a Lisbona, durante la quale è eliminato dall'Inter ai quarti di Champions, il 27 maggio 2023 ottiene la vittoria del campionato, il trentottesimo nella storia della squadra. Il 9 agosto successivo vince la Supercoppa portoghese battendo 2-0 il Porto. In questa stagione si piazza dietro allo Sporting Lisbona in campionato, non va oltre la semifinale in entrambe le coppe portoghesi e arriva fino ai quarti di Europa League. Il 31 agosto 2024 la società lusitana ne annuncia l'interruzione del rapporto lavorativo.

## Statistiche

### Statistiche da allenatore
Statistiche aggiornate al 31 agosto 2024. In grassetto le competizioni vinte.
| Stagione                | Squadra                 | Campionato              | Campionato | Campionato | Campionato | Campionato | Coppe nazionali | Coppe nazionali | Coppe nazionali | Coppe nazionali | Coppe nazionali | Coppe continentali | Coppe continentali | Coppe continentali | Coppe continentali | Coppe continentali | Altre coppe | Altre coppe | Altre coppe | Altre coppe | Altre coppe | Totale | Totale | Totale | Totale | % Vittorie | Piazzamento |
| Stagione                | Squadra                 | Comp                    | G          | V          | N          | P          | Comp            | G               | V               | N               | P               | Comp               | G                  | V                  | N                  | P                  | Comp        | G           | V           | N           | P           | G      | V      | N      | P      | %          | Piazzamento |
| ----------------------- | ----------------------- | ----------------------- | ---------- | ---------- | ---------- | ---------- | --------------- | --------------- | --------------- | --------------- | --------------- | ------------------ | ------------------ | ------------------ | ------------------ | ------------------ | ----------- | ----------- | ----------- | ----------- | ----------- | ------ | ------ | ------ | ------ | ---------- | ----------- |
| 2011-2012               | Paderborn               | 2.BL                    | 34         | 17         | 10         | 7          | CG              | 2               | 1               | 0               | 1               | -                  | -                  | -                  | -                  | -                  | -           | -           | -           | -           | -           | 36     | 18     | 10     | 8      | 50,00      | 5º          |
| 2012-2013               | Salisburgo              | BL                      | 36         | 22         | 11         | 3          | CA              | 5               | 4               | 0               | 1               | UCL                | 2                  | 1                  | 0                  | 1                  | -           | -           | -           | -           | -           | 43     | 27     | 11     | 5      | 62,79      | 2º          |
| 2013-2014               | Salisburgo              | BL                      | 36         | 25         | 5          | 6          | CA              | 6               | 5               | 1               | 0               | UCL+UEL            | 2+12               | 0+10               | 1+1                | 1+1                | -           | -           | -           | -           | -           | 56     | 40     | 7      | 9      | 71,43      | 1º          |
| Totale Salisburgo       | Totale Salisburgo       | Totale Salisburgo       | 72         | 47         | 16         | 9          |                 | 11              | 9               | 1               | 1               |                    | 16                 | 11                 | 2                  | 3                  |             | -           | -           | -           | -           | 99     | 67     | 18     | 14     | 67,68      |             |
| 2014-2015               | Bayer Leverkusen        | BL                      | 34         | 17         | 10         | 7          | CG              | 4               | 2               | 2               | 0               | UCL                | 10                 | 6                  | 1                  | 3                  | -           | -           | -           | -           | -           | 48     | 25     | 13     | 10     | 52,08      | 4º          |
| 2015-2016               | Bayer Leverkusen        | BL                      | 34         | 18         | 6          | 10         | CG              | 4               | 3               | 0               | 1               | UCL+UEL            | 8+4                | 2+2                | 3+1                | 3+1                | -           | -           | -           | -           | -           | 50     | 25     | 10     | 15     | 50,00      | 3º          |
| 2016-mar. 2017          | Bayer Leverkusen        | BL                      | 23         | 9          | 3          | 11         | CG              | 2               | 1               | 0               | 1               | UCL                | 7                  | 2                  | 4                  | 1                  | -           | -           | -           | -           | -           | 32     | 12     | 7      | 13     | 37,50      | Eson.       |
| Totale Bayer Leverkusen | Totale Bayer Leverkusen | Totale Bayer Leverkusen | 91         | 44         | 19         | 28         |                 | 10              | 6               | 2               | 2               |                    | 29                 | 12                 | 9                  | 8                  |             | -           | -           | -           | -           | 130    | 62     | 30     | 38     | 47,69      |             |
| lug.-dic. 2017          | Beijing Guoan           | CSL                     | 16         | 6          | 3          | 7          | CdC             | -               | -               | -               | -               | -                  | -                  | -                  | -                  | -                  | -           | -           | -           | -           | -           | 16     | 6      | 3      | 7      | 37,50      | Sub. 9º     |
| 2018                    | Beijing Guoan           | CSL                     | 30         | 15         | 8          | 7          | CdC             | 8               | 5               | 3               | 0               | -                  | -                  | -                  | -                  | -                  | -           | -           | -           | -           | -           | 38     | 20     | 11     | 7      | 52,63      | 4º          |
| 2019                    | Beijing Guoan           | CSL                     | 19         | 16         | 0          | 3          | CdC             | 3               | 2               | 1               | 0               | ACL                | 6                  | 2                  | 1                  | 3                  | SdC         | 1           | 0           | 0           | 1           | 29     | 20     | 2      | 7      | 68,97      | Eson.       |
| Totale Beijing Guoan    | Totale Beijing Guoan    | Totale Beijing Guoan    | 65         | 37         | 11         | 17         |                 | 11              | 7               | 4               | 0               |                    | 6                  | 2                  | 1                  | 3                  |             | 1           | 0           | 0           | 1           | 83     | 46     | 16     | 21     | 55,42      |             |
| 2020-2021               | PSV                     | ED                      | 34         | 21         | 9          | 4          | CO              | 3               | 2               | 0               | 1               | UEL                | 10                 | 7                  | 0                  | 3                  | -           | -           | -           | -           | -           | 47     | 30     | 9      | 8      | 63,83      | 2º          |
| 2021-2022               | PSV                     | ED                      | 34         | 26         | 3          | 5          | CO              | 5               | 5               | 0               | 0               | UCL+UEL+UECL       | 6+6+6              | 4+2+2              | 1+2+3              | 1+2+1              | SO          | 1           | 1           | 0           | 0           | 58     | 40     | 9      | 9      | 68,97      | 2º          |
| Totale Psv Eindovhen    | Totale Psv Eindovhen    | Totale Psv Eindovhen    | 68         | 47         | 12         | 9          |                 | 8               | 7               | 0               | 1               |                    | 28                 | 15                 | 6                  | 7                  |             | 1           | 1           | 0           | 0           | 105    | 70     | 18     | 17     | 66,67      |             |
| 2022-2023               | Benfica                 | PL                      | 34         | 28         | 3          | 3          | CP+CdL          | 4+3             | 2+2             | 2+1             | 0+0             | UCL                | 14                 | 10                 | 3                  | 1                  | -           | -           | -           | -           | -           | 55     | 42     | 9      | 4      | 76,36      | 1º          |
| 2023-2024               | Benfica                 | PL                      | 34         | 25         | 5          | 4          | CP+CdL          | 6+3             | 4+2             | 0+1             | 1+1             | UCL+UEL            | 6+6                | 1+3                | 1+2                | 4+1                | SP          | 1           | 1           | 0           | 0           | 56     | 36     | 9      | 11     | 64,29      | 2º          |
| lug.-ago. 2024          | Benfica                 | PL                      | 4          | 2          | 1          | 1          | CP+CdL          | -               | -               | -               | -               | UCL                | -                  | -                  | -                  | -                  | Cmc         | -           | -           | -           | -           | 4      | 2      | 1      | 1      | 50,00      | Eson.       |
| Totale Benfica          | Totale Benfica          | Totale Benfica          | 72         | 55         | 9          | 8          |                 | 16              | 10              | 4               | 2               |                    | 26                 | 14                 | 6                  | 6                  |             | 1           | 1           | 0           | 0           | 115    | 80     | 19     | 16     | 69,57      |             |
| Totale carriera         | Totale carriera         | Totale carriera         | 403        | 248        | 77         | 78         |                 | 57              | 39              | 11              | 7               |                    | 104                | 53                 | 24                 | 27                 |             | 3           | 2           | 0           | 1           | 567    | 342    | 112    | 113    | 60,32      |             |

## Palmarès

### Allenatore

#### Competizioni nazionali
- Campionato austriaco: 1

Salisburgo: 2013-2014
- Coppa d'Austria: 1

Salisburgo: 2013-2014
- Coppa della Cina: 1

Beijing Guoan: 2018
- Supercoppa dei Paesi Bassi: 1

PSV: 2021
- Coppa dei Paesi Bassi: 1

PSV: 2021-2022
- Campionato portoghese: 1

Benfica: 2022-2023
- Supercoppa di Portogallo: 1

Benfica: 2023